# Believe (Cher-Album)
Believe ist das 22. Studioalbum der US-amerikanischen Pop-Sängerin Cher. Es wurde am 25. Oktober 1998 über das Label Warner Music Group veröffentlicht.

## Produktion und Gastbeiträge
An der Produktion von Believe waren vier Produzenten beteiligt, wobei Mark Taylor und Brian Rawling an der Produktion von insgesamt sechs Titeln beteiligt waren. Todd Terry hat drei Lieder auf dem Album produziert, u. a. einen Remix von We All Sleep Alone, einem Track der von Jon Bon Jovi, Richie Sambora sowie Desmond Child geschrieben wurde und bereits auf dem Album Cher aus dem Jahr 1987 enthalten war. Junior Vasquez produzierte lediglich einen Track: The Power. Der an der Single Believe mitaufgeführte Matthew Gray ist auch als Matt Gray bekannt. Dieser war Ende der 1980er Jahre Komponist zahlreicher bekannter Computerspiele u. a. von The Last Ninja 2. Besondere Berühmtheit hat das Album durch den bis heute sogenannten Cher-Effekt im Song Believe durch einen unkonventionellen Einsatz der Audiosoftware Auto-Tune der Firma Antares erlangt.
Auf dem Album sind keinerlei Gastbeiträge anderer Künstler enthalten.

## Titelliste
| #  | Titel                                 | Autor(en)                                                                              | Produzent(en)              | Länge |
| -- | ------------------------------------- | -------------------------------------------------------------------------------------- | -------------------------- | ----- |
| 1  | Believe                               | Brian Higgins, Stuart McLennon, Paul Barry, Steven Torch, Matthew Gray, Timothy Powell | Mark Taylor, Brian Rawling | 3:59  |
| 2  | The Power                             | Tommy Simms, Judson Spence                                                             | Junior Vasquez             | 3:56  |
| 3  | Runaway                               | Mark Taylor, Paul Barry                                                                | Mark Taylor, Brian Rawling | 4:46  |
| 4  | All or Nothing                        | Mark Taylor, Paul Barry                                                                | Mark Taylor, Brian Rawling | 3:57  |
| 5  | Strong Enough                         | Mark Taylor, Paul Barry                                                                | Mark Taylor, Brian Rawling | 3:44  |
| 6  | Dov’è l’amore                         | Mark Taylor, Paul Barry                                                                | Mark Taylor, Brian Rawling | 4:18  |
| 7  | Takin’ Back My Heart                  | Diane Warren                                                                           | Mark Taylor, Brian Rawling | 4:32  |
| 8  | Taxi Taxi                             | Todd Terry, Mark Jordan                                                                | Todd Terry                 | 5:04  |
| 9  | Love Is the Groove                    | Betsy Cook, Bruce Woolley                                                              | Todd Terry                 | 4:31  |
| 10 | We All Sleep Alone (Todd Terry Remix) | Jon Bon Jovi, Richie Sambora, Desmond Child                                            | Todd Terry                 | 5:10  |

## Rezeption
| Professionelle Bewertungen | Professionelle Bewertungen |
| -------------------------- | -------------------------- |
| Kritiken                   |                            |
| Quelle                     | Bewertung                  |
| allmusic                   | [ 2 ]                      |
| Rolling Stone              | [ 3 ]                      |

### Chartplatzierungen
Believe debütierte in den Billboard 200 am 28. November 1998 auf Platz 139. In der Woche zum 8. Mai 1999 erreichte der Tonträger, nach 24 Wochen in den Charts, den vierten Platz der amerikanischen Albumcharts. In den deutschen Albumcharts stieg Believe am 16. November 1998 auf Platz 9 ein und erreichte seine Höchstposition von Platz 1 am 14. Februar 1999. Des Weiteren erreichte der Tonträger die Spitze der Charts u. a. in Neuseeland.

#### Album
| ChartsChartplatzierungen       | Höchstplatzierung | Wochen |
| ------------------------------ | ----------------- | ------ |
| Deutschland (GfK)              | 1 (52 Wo.)        | 52     |
| Österreich (Ö3)                | 1 (37 Wo.)        | 37     |
| Schweiz (IFPI)                 | 2 (47 Wo.)        | 47     |
| Vereinigte Staaten (Billboard) | 4 (76 Wo.)        | 76     |
| Vereinigtes Königreich (OCC)   | 7 (45 Wo.)        | 45     |

| ChartsJahrescharts (1998) | Platzierung |
| ------------------------- | ----------- |
| Deutschland (GfK)         | 79          |
| Österreich (Ö3)           | 32          |

| ChartsJahrescharts (1999) | Platzierung |
| ------------------------- | ----------- |
| Deutschland (GfK)         | 1           |
| Österreich (Ö3)           | 3           |
| Schweiz (IFPI)            | 9           |

#### Singles
| Jahr | Titel Album            | Höchstplatzierung, Gesamtwochen, AuszeichnungChartplatzierungen (Jahr, Titel, Album, Platzierungen, Wochen, Auszeichnungen, Anmerkungen) | Höchstplatzierung, Gesamtwochen, AuszeichnungChartplatzierungen (Jahr, Titel, Album, Platzierungen, Wochen, Auszeichnungen, Anmerkungen) | Höchstplatzierung, Gesamtwochen, AuszeichnungChartplatzierungen (Jahr, Titel, Album, Platzierungen, Wochen, Auszeichnungen, Anmerkungen) | Höchstplatzierung, Gesamtwochen, AuszeichnungChartplatzierungen (Jahr, Titel, Album, Platzierungen, Wochen, Auszeichnungen, Anmerkungen) | Höchstplatzierung, Gesamtwochen, AuszeichnungChartplatzierungen (Jahr, Titel, Album, Platzierungen, Wochen, Auszeichnungen, Anmerkungen) | Anmerkungen                            |
| Jahr | Titel Album            | DE | AT | CH | UK | US | Anmerkungen                            |
| ---- | ---------------------- | --- | --- | --- | --- | --- | -------------------------------------- |
| 1998 | Believe                | DE1 ×5Fünffachgold · (26 Wo.)DE | AT2 Platin · (19 Wo.)AT | CH1 Platin · (29 Wo.)CH | UK1 ×3Dreifachplatin · (31 Wo.)UK | US1 Platin · (31 Wo.)US | Erstveröffentlichung: 12. Oktober 1998 |
| 1999 | Strong Enough Believe  | DE3 Gold · (15 Wo.)DE | AT4 (14 Wo.)AT | CH5 (17 Wo.)CH | UK5 Silber · (10 Wo.)UK | US57 (12 Wo.)US | Erstveröffentlichung: 14. Februar 1999 |
| 1999 | All or Nothing Believe | DE44 (9 Wo.)DE | AT38 (3 Wo.)AT | CH30 (11 Wo.)CH | UK12 (10 Wo.)UK | — | Erstveröffentlichung: 7. Juni 1999     |
| 1999 | Dov’è l’amore Believe  | DE31 (9 Wo.)DE | AT38 (1 Wo.)AT | CH18 (18 Wo.)CH | UK21 (8 Wo.)UK | — | Erstveröffentlichung: 24. Oktober 1999 |

### Auszeichnungen für Musikverkäufe
Believe wurde 1999 in Deutschland für mehr als eine Million verkaufte Einheiten mit Doppelplatin ausgezeichnet, damit gehört das Album zu den meistverkauften Musikalben in Deutschland. In den Vereinigten Staaten wurde das Album 1999 für über vier Millionen Verkäufe mit vierfach-Platin ausgezeichnet.

| Land/Region                  | Auszeichnungen für Musikverkäufe (Land/Region, Auszeichnung, Verkäufe) | Verkäufe    |
| ---------------------------- | ---------------------------------------------------------------------- | ----------- |
| Argentinien (CAPIF)          | Platin                                                                 | 60.000      |
| Australien (ARIA)            | 2× Platin                                                              | 140.000     |
| Belgien (BRMA)               | Platin                                                                 | (50.000)    |
| Brasilien (PMB)              | Gold                                                                   | 100.000     |
| Chile (IFPI)                 | Gold                                                                   | 15.000      |
| Dänemark (IFPI)              | 7× Platin                                                              | (140.000)   |
| Deutschland (BVMI)           | 2× Platin                                                              | (1.000.000) |
| Europa (IFPI)                | 4× Platin                                                              | 4.000.000   |
| Finnland (IFPI)              | Gold                                                                   | (32.682)    |
| Frankreich (SNEP)            | Platin                                                                 | (300.000)   |
| Griechenland (IFPI)          | Gold                                                                   | (15.000)    |
| Hongkong (IFPI/HKRIA)        | Gold                                                                   | 10.000      |
| Indonesien (ASIRI)           | Platin                                                                 | 50.000      |
| Irland (IRMA)                | 3× Platin                                                              | (45.000)    |
| Israel (IFPI)                | Gold                                                                   | 20.000      |
| Italien (FIMI)               | 3× Platin                                                              | (300.000)   |
| Japan (RIAJ)                 | Gold                                                                   | 100.000     |
| Kanada (MC)                  | 6× Platin                                                              | 600.000     |
| Kolumbien (ASINCOL)          | Gold                                                                   | 25.000      |
| Malaysia (RIM)               | Gold                                                                   | 15.000      |
| Mexiko (AMPROFON)            | 2× Gold                                                                | 200.000     |
| Neuseeland (RMNZ)            | 2× Platin                                                              | 30.000      |
| Niederlande (NVPI)           | Platin                                                                 | (80.000)    |
| Norwegen (IFPI)              | Platin                                                                 | (50.000)    |
| Österreich (IFPI)            | Platin                                                                 | (50.000)    |
| Polen (ZPAV)                 | Platin                                                                 | (100.000)   |
| Portugal (AFP)               | 2× Platin                                                              | (40.000)    |
| Schweden (IFPI)              | 3× Platin                                                              | (240.000)   |
| Schweiz (IFPI)               | 2× Platin                                                              | (100.000)   |
| Singapur (RIAS)              | Gold                                                                   | 7.500       |
| Spanien (Promusicae)         | 4× Platin                                                              | (400.000)   |
| Südafrika (RISA)             | 2× Platin                                                              | 100.000     |
| Südkorea (KMCA)              | Platin                                                                 | 30.000      |
| Taiwan (RIT)                 | Gold                                                                   | 25.000      |
| Tschechien (IFPI)            | Gold                                                                   | (25.000)    |
| Thailand (TECA)              | Gold                                                                   | 8.000       |
| Türkei (Mü-YAP)              | 3× Platin                                                              | (90.000)    |
| Ungarn (MAHASZ)              | Platin                                                                 | (20.000)    |
| Vereinigte Staaten (RIAA)    | 4× Platin                                                              | 4.000.000   |
| Vereinigtes Königreich (BPI) | 2× Platin                                                              | (700.000)   |
| Insgesamt                    | 15× Gold · 60× Platin ·                                                | 9.835.500   |

Hauptartikel: Cher/Auszeichnungen für Musikverkäufe